# Камень-на-Обі
Ка́мень-на-Обі́ (рос. Камень-на-Оби) — місто, центр Каменського району Алтайського краю, Росія. Адміністративний центр Каменського міського поселення.

## Населення
Населення — 43888 осіб (2010; 44375 у 2002).

## Персоналії
- Пир'єв Іван Олександрович (1901—1968) — радянський кінорежисер.